# Transplante de cílios
O transplante de cílios é uma técnica de auto-transplante em que a ausencia de cílios nas pálpebras é tratada pelo do implante de fios do cabelo do próprio paciente. É utilizada para correçao das várias situaçoes em que há perda permanente dos cílios.

## Motivaçao
Uma pessoa sem cílios tem uma aparência atrai a atenção causando desconforto, afetando a auto-estima, as relações profissionais e românticas.
A cirurgia de reconstrução de cílios tem como finalidade melhorar a aparência e a auto-estima.
Os cílios são responsáveis pela beleza e sensualidade do olhar sendo antecessores dos leques japoneses e espanhóis na arte do flerte.
A ausência dos cílios torna os olhos mais vulneráveis às agressões, pois os cílios, sendo extremamente sensíveis à poeira e aos corpos estranhos, disparam os reflexos de fechamento das pálpebras poupando o globo ocular de traumatismos.
A Ausência de cílios tem várias causas:  
Doenças dermatológicas tais como Alopecia Areata
Tricotilomania – Mania de arrancar os próprios cabelos, sobrancelhas ou cílios de maneira recorrente. 
Doenças endócrinas, sobretudo da Tireóide.
Por Hereditariedade – Aplasia Congênita 
Traumas de face por acidentes de automóvel, acidentes industriais, 
Complicações resultantes de tatuagens na borda ciliar.
Complicações resultantes de infecção e retirada de tumores.
Queimaduras químicas e térmicas, 
Tração pelo uso contínuo de cílios postiços;   
A remoção de tumores nas pálpebras, a radioterapia e a quimioterapia levam por vezes à retirada das raízes de cílios. 
A maioria dos médicos que se dedica ao Transplante de Cílios acredita que essa cirurgia deve se restringir os pacientes com falhas devidas a trauma e doenças e não para fins estéticos tais como aumento da densidade dos cílios normais.  
Nos pacientes em que a ausência dos cílios é resultante de doença sistêmica, a causa deve ter sido tratada e o paciente deve estar totalmente curado há pelo menos dois anos
Pacientes com Tricotilomania ou com histórico psiquiátrico prévio devem ter seu caso revisto como condição para a marcação da cirurgia.
As doenças dermatológicas tais como Lúpus e Alopecia Areata devem ser revistas pelo dermatologista antes de se marcar a cirurgia. A psoríase não contra-indica a intervenção. 
Cicatrizes hipertróficas e quelóides são raros nessa localização anatômica ocorrendo mais em jovens. 
Apesar de hipertensão e diabetes não contra-indicarem a cirurgia, devem estar sob controle clínico.
A moda de dietas bizarras com deficiência protéica pode levar à diminuição porcentual no resultado cirúrgico.

## Tatuagens
Pacientes com a borda ciliar tatuada são bons candidatos à reconstrução. A tatuagem além de não interferir na integração do enxerto, dá um bom background causando uma impressão de maior volume.

## Técnicas de Transplante de Cílios
A técnica cirúrgica consiste em transplantar enxertos vivos de folículos de cabelo do couro cabeludo do paciente para a pálpebra superior. 
Os cabelos transplantados continuarão crescendo na pálpebra; como o fazem no couro cabeludo, como os cabelos cresce com rapidez maior do que os cílios o paciente é obrigado a aparar esses novos cílios semanalmente. Muitas vezes é também necessário curvar os cílios diariamente com um aparelho especial ou mesmo fazer permanente desses fios.
Temos então a explicação do porque dessa cirurgia não ser indicada para realçar os cílios normais: uma pessoa que tem cílios em quantidade normal não terá paciência para aparar, curvar ou fazer permanente para o resto de sua vida enquanto que alguém que não tem cílios encara essa obrigação com prazer.

## Histórico
A história do Transplante de Cílios tem início há 90 anos quando o Dr. Franz Krusius, oftalmologista alemão, publica em 1914 a técnica para reconstrução colhendo raízes de cabelo com um pequeno punção e transplantando-as para a pálpebra com uma agulha por ele projetada. 
Uma técnica publicada pelo médico alemão Dr. Knapp em 1917 ainda é utilizada hoje em dia e consiste na inserção na borda da pálpebra de uma tira retirada da sobrancelha. Muitos trabalhos de técnicas de reconstrução de cílio foram publicados no Japão dos anos trinta aos anos cinqüenta, porém se perderam durante a Segunda Guerra Mundial ou mesmo devido às dificuldades de tradução
Atualmente as técnicas utilizadas para reconstruir os cílios são:  
Enxertos de tira de sobrancelhas,   
Tiras lineares das costeletas,   
Enxertos pediculados de sobrancelhas,   
Uso de agulhas automatizadas como a técnica de Krusius,   
Em 1980 o médico americano Emmanuel Marritt publicou sua técnica para Transplante de raízes do couro cabeludo para as pálpebras. No mesmo ano o médico havaiano Robert Flowers descreveu sua técnica para reconstrução de cílios que é em uso hoje em versão revisada foi descrita pelo médico brasileiro Marcelo Gandelman, no livro Hair Transplantation, editada em Nova York pelo médico canadiano Dr. Walter Unger 

## Técnica atual de transplante de cílios
O transplante de cílio é executado sob anestesia local a qual pode ser acompanhada por leve sedação.   
É utilizada uma agulha cirúrgica passando pela borda da pálpebra trazendo um cabelo e seu folículo.
A Cirurgia de Transplante de Cílios dura de uma a três horas.  
Na média de vários autores, a cirurgia de enxerto de cílios tem uma eficiência de 30 a 50%.